# Saint-Trivier-sur-Moignans
Saint-Trivier-sur-Moignans là một xã ở tỉnh Ain, vùng Auvergne-Rhône-Alpes thuộc miền đông nước Pháp.